# Artemisia hololeuca
Artemisia hololeuca là một loài thực vật có hoa trong họ Cúc. Loài này được M.Bieb. ex Besser mô tả khoa học đầu tiên năm 1834.